# ماری‌جوانا در اروگوئه
ماری‌جوانا در اروگوئه قانونی است و یکی از پرمصرف‌ترین مواد در این کشور به حساب می‌آید.
در دسامبر ۲۰۱۳ رئیس‌جمهور خوزه موخیکا قانونی را برای قانونی کردن ماری‌جوانای تفریحی امضا کرد و اروگوئه را به اولین کشور در عصر مدرن تبدیل کرد که ماری‌جوانا را قانونی می‌کند. در اوت ۲۰۱۴، اروگوئه کشت تا حداکثر شش گیاه در خانه را به همراه تشکیل باشگاه‌های اجتماعی ماری‌جوانا، یک سیستم توزیع‌کننده ماری‌جوانا تحت کنترل دولتی و ایجاد یک مؤسسه نظارتی شاه‌دانه (Instituto de Regulación y Control del Cannabis یا IRCCA) قانونی کرد. در اکتبر ۲۰۱۴، دولت شروع به ثبت نام پرورش‌دهندگان کرد و به هر کدام اجازهٔ پرورش حداکثر ۹۹ گیاه ماری‌جوانا را اعطا کرد. تا اوت ۲۰۱۵، ۲۷۴۳ پرورش‌دهنده شخصی ثبت شده بود. پس از تأخیر طولانی در اجرای بخش خرده‌فروشی این قانون، در سال ۲۰۱۷ به شانزده داروخانه مجوز فروش تجاری ماری‌جوانا داده شد.

## تاریخچه
اروگوئه هرگز مالکیت شخصی مواد مخدر را جرم تلقی نکرده و فقط یک قانون تصویب شده در سال ۱۹۷۴ به قضات این امکان را می‌داد که تعیین کنند که آیا یک مورد خاص از داشتن مواد مخدر مربوط به استفادهٔ شخصی است یا تجاری. این قانون بعداً در سال ۱۹۹۸ به‌روز شد.

## پیشنهاد قانونی شدن
در ژوئن ۲۰۱۲، دولت اروگوئه، تحت ریاست خوزه موخیکا، برنامه‌هایی را برای قانونی کردن فروش ماری‌جوانا به منظور مبارزه با جرایم مرتبط با مواد مخدر و مسائل بهداشتی اعلام کرد. دولت اروگوئه از رهبران جهانی درخواست کرد که آن‌ها هم همین کار را انجام دهند. ماریو بارگاس یوسا، برنده جایزه نوبل، این تصمیم را «شجاعانه» ستود.
این قانون در نظر دارد سودی را که قاچاق مواد مخدر برای جرایم سازمان‌یافته ایجاد می‌کند، کاهش دهد و همچنین خشونت‌های مرتبط با مواد مخدر و مشکلات اجتماعی مرتبط با آن را کاهش دهد. اروگوئه یکی از پایین‌ترین نرخ‌های قتل در منطقه را دارد (اگرچه بر اساس برخی برآوردها، جرم و جنایت در سال ۲۰۱۳ اندکی افزایش یافته بود).
طرح موخیکا به مصرف‌کنندگان این امکان را می‌دهد که گیاه ماری‌جوانا را برای مصارف غیرتجاری کشت کنند و همچنین امکان اعطای مجوز به کشاورزان حرفه‌ای برای تولید در مقیاس بزرگتر را ایجاد می‌کند. این طرح شامل سیستم ثبت کاربر، مالیات و کنترل کیفیت است. کنترل و نظارت بر همهٔ این مراحل بر عهدهٔ همان آژانسی است که پیش از این بر تنباکو، الکل و دارو نظارت می‌کرد. او تخمین می‌زند که با ۷۰۰۰۰ مصرف‌کننده، این کشور باید هر ماه بیش از ۵۰۰۰ پوند (حدوداً ۲۲۶۸ کیلوگرم) ماری‌جوانا تولید کند. او همچنین اظهار داشت: «اروگوئه می‌خواهد با قانونی کردن ماری‌جوانا به بشریت کمک کند، اما اگر «آزمایش» جواب ندهد، عقب‌نشینی خواهد کرد».
در ۳۱ ژوئیه ۲۰۱۳، مجلس نمایندگان لایحه قانونی تنظیم تولید و فروش ماری‌جوانا را تصویب کرد و آن را به مجلس سنای کشور ارسال کرد. این لایحه با ۵۰ رای موافق (حداقل مورد نیاز) و با رای موافق تمامی نمایندگان از جبهه گسترده حاکم به تصویب رسید؛ در حالی که نمایندگان اپوزوسیون حاکم، به این طرح رای منفی دادند. این لایحه در ۲۶ نوامبر توسط کمیسیون بهداشت سنا تصویب شد و از نوامبر ۲۰۱۳ انتظار می‌رفت در صحن سنا به رای گذاشته شود قانون جدید در ۱۰ دسامبر ۲۰۱۳ با ۱۶ رای موافق در برابر ۱۳ رای مخالف در سنا تصویب شد. رئیس‌جمهور موخیکا این لایحه را در ۲۳ دسامبر ۲۰۱۳ امضا کرد.
خولیو کالزادا، دبیرکل شورای ملی مواد مخدر اروگوئه، در مصاحبه ای در دسامبر ۲۰۱۳ توضیح داد که دولت مسئول تنظیم بخش تولید این فرایند خواهد بود: «شرکت‌ها می‌توانند مجوز کشت را در صورت داشتن تمام معیارها دریافت کنند. [تجارت ماری‌جوانا به شیوهٔ] بازار آزاد نخواهد بود. دولت تمامی پورسهٔ تولید را کنترل می‌کند و قیمت، کیفیت و حجم تولیدی هم توسط دولت تعیین خواهد شد. مردم اجازه دارند ماهانه تا ۴۰ گرم (۱٫۴ اونس) ماری‌جوانا از دولت خریداری کنند. مصرف‌کنندگان باید ۱۸ سال یا بیشتر داشته باشند و در بانک اطلاعاتی ملی ثبت شده باشند تا مصرفشان تحت پیگیری قرار بگیرد. پرورش‌دهندگان شخصی مجازند هر سال تا ۶ گیاه در منازل خود بکارند و مجموع محصولات نباید از ۴۸۰ گرم (۱۷ اونس) بیشتر شود.
علاوه بر این، باشگاه‌های اجتماعی ثبت شده ماری‌جوانا مجاز به پرورش ۹۹ گیاه در سال برای ۱۵ تا ۴۵ عضو خواهند بود. خرید ماری‌جوانا برای خارجی‌ها ممنوع خواهد بود و خارج کردن آن از مرزهای بین‌المللی نیز غیرقانونی خواهد بود.

## پیاده‌سازی

### تعویق
در ژوئیه ۲۰۱۴، خوزه موخیکا، رئیس‌جمهور آمریکا اعلام کرد که اجرای کامل این قانون به سال ۲۰۱۵ موکول خواهد شد، زیرا «مشکلات عملی وجود دارد». مقامات به پرورش ماری‌جواناهایی که می‌توانند به صورت قانونی فروخته شوند، ادامه می‌دهند و غلظت تی‌اچ‌سی آن‌ها نیز باید ۱۵٪ یا کمتر باشد. در آگوست ۲۰۱۴، یکی از نامزدهای ریاست جمهوری اپوزیسیون ادعا کرد که قانون جدید قابل اجرا نیست و هرگز اعمال نخواهد شد.
در دسامبر ۲۰۱۴، رئیس‌جمهور تاباره وازکز انتخاب شد و اظهار داشت که اگرچه نگرانی‌هایی در مورد قانون ماری‌جوانا وجود دارد، اما در نهایت این قانون پیش خواهد رفت. در آن زمان، کشت برای استفاده شخصی و در باشگاه‌های اجتماعی ماری‌جوانا از قبل آغاز شده بود، اما فروش تجاری آغاز نشده بود و در نهایت تا اواخر سال ۲۰۱۷ به تعویق افتاد. وازکز، انکولوژیست سابق، وعده «ارزیابی دقیق و دقیق» ماری‌جوانای قانونی را داد و اعلام کرد «اول از همه، شما نباید مواد مصرف کنید.»

### توزیع تجاری
در سال ۲۰۱۷، دولت به ۱۶ داروخانه اجازه داد تا توزیع‌کننده ماری‌جوانا شوند و فقط حدود ۵۰۰۰ مصرف‌کننده ماری‌جوانا که نزد دولت ثبت‌نام کرده بودند، اجازهٔ خرید داشتند. محصول در دو نوع "آلفا ۱" و "بتا ۱"عرضه می‌شود که هر دو دارای محتوای تی‌اچ‌سی نسبتاً پایینی هستند. مصرف‌کنندگان برای ثبت‌نام باید اروگوئه‌ای باشند، ۱۸ سال تمام یا بیشتر سن داشته باشند و هر ماه حداکثر می‌توانند ۴۰ گرم ماری‌جوانا بخرند. هویت آن‌ها در محل فروش با اسکنر اثر انگشت تأیید می‌شود.

## افکار عمومی
بر اساس نظرسنجی‌های بین سال‌های ۲۰۱۲ تا ۲۰۱۳، ۵۸ تا ۶۶ درصد از اروگوئه‌ای‌ها با قانونی کردن فروش ماری‌جوانا مخالف بودند در حالی که ۲۴–۲۹ درصد از آن حمایت می‌کردند.